# Ebru Şahin (judo)
Pour les articles homonymes, voir Ebru Şahin.
Ebru Şahin, née le 28 juillet 1992 à Manavgat, est une judokate turque.

## Carrière
Elle est médaillée de bronze dans la catégorie des moins de 48 kg aux Championnats d'Europe 2013 à Budapest puis médaillée d'or de la même catégorie aux Jeux méditerranéens de 2013 à Mersin. Elle remporte la médaille d'argent des moins de 48 kg aux Jeux européens de 2015 à Bakou.